# قبلني يا أبي (فلم)
قبّلني يا أبي هو فيلم اُنتج عام 1947 من بطولة محمد فوزي، ونور الهدي.

## قصة الفيلم
يغضب أرناؤوط باشا حين يعلم أن ابنه فتحي تزوج من راقصة، وأنجب منها طفلين، فيضطر فتحي إلى إرسال أولاده إلى لبنان، إلى أن تستقر الأمور. وبعد مرور فترة من الزمن، يكبر الولدان، فيذهب الأب إلى لبنان بحثاً عنهما، لكنه يعود حين علم بوفاة والده.
أثناء بحث الأب عن أبنائه، تقترب منه فتاة قريبة منه تحاول الزواج منه، وثنيه عن البحث عن ولديه. لكنه يلتقي بولديه يوم الزفاف، ويقوم بطرد هذه الفتاة الطامعة في أمواله.

## أغاني الفيلم
أغاني الفيلم من تأليف كامل الشناوي، وعبد العزيز سلام، ومأمون الشناوي، ونقولا بدران، وتلحين محمد عبد الوهاب، ورياض السنباطي، ومحمد القصبجي، وموسى حلمي، ومحمد فوزي نفسه.